# Адамов Анатолій Миколайович
Адамов Анатолій Миколайович (нар. 31 серпня 1931, Вознесенськ, Миколаївська область, Українська РСР, СРСР — пом. серпень 2013) — діяч Комуністичної партії Радянського Союзу на Миколаївщині, кавалер орденів Трудового Червоного Прапора та Дружби народів, Почесний громадянин м. Вознесенськ та Баштанського району Миколаївської області.

## Життєпис
Анатолій Миколайович Адамов народився 31 серпня 1931 року в українському місті Вознесенськ, що на той час входило до складу Миколаївської області Українська РСР СРСР.
У 1949 році вступив до Вознесенського сільськогосподарського технікуму, а у 1957 році — до Одеського сільськогосподарського інституту. Свою трудову діяльність розпочав агрономом у Дніпропетровській області.
У 1965—1967 роках — слухач Вищої партійної школи при ЦК КПУ у місті Києві. 1970—1975 роки — секретар Баштанського РК КПУ, 1975—1983 — І секретар РК КПУ Миколаївської області. У 1983 році Анатолія Миколайовича було обрано першим секретарем Вознесенського міського КПУ. У 1993—1994 роках працював на посаді начальника відділу економіки та ринкових відносин Баштанської райдержадміністрації та районної ради. У 2001 році Анатолій Миколайович — помічник-консультант народного депутата України.
Анатолій Миколайович Адамов помер 15 серпня 2013 року.

## Нагороди та відзнаки
- два ордена Трудового Червоного Прапора
- Орден Дружби народів
- медаль «За трудовую доблесть»
- звання «Почесний громадянин м. Вознесенськ» (2009)
- звання «Почесний громадянин Баштанського району» (рішення районної ради від 08 жовтня 2010 року № 5).